# Roman Dmitriyev
Roman Mikhaylovich Dmitriyev (russe : Роман Михайлович Дмитриев), né le 7 mars 1949 au village de Bestyakh, dans le district de Zhigansk, en république socialiste soviétique autonome de Iakoutie et mort le 11 février 2010 à Moscou, est un lutteur, entraîneur et homme politique russe d'origine yakoute. 
Roman Dmitriyev est formé à l'école de lutte de Dmitri Korkine, où il est interne. Nikolaï Volkov et  Sergueï Preobrajensky figurent parmi ses entraîneurs. Spécialiste de la lutte libre, qu'il pratique ensuite au CSKA Moscou, Dmitriyev concourt dans la catégorie la plus légère, celle des poids mouche (moins de 48 kg). Il participe aux Jeux olympiques de 1972 à Munich, où il remporte la médaille d'or en battant en finale le Bulgare Ognyan Nikolov, ainsi qu'à ceux de 1976 à Montréal, où il se classe second, battu par un autre Bulgare, Khasan Isaev. Entre 1969 et 1974, il décroche également quatre médailles aux championnats du monde, dont une d'or en 1973. Il est champion d'Europe en 1969 et six fois champion d'URSS, en 1969, 1971, 1972, 1976, 1979 et 1981.
Roman Dmitriyev est le frère cadet du double champion soviétique de lutte Gavriil Dmitriyev. 
Parallèlement à sa carrière sportive, Dmitriyev étudie à l'Université d'État de l'éducation physique, à Moscou. Il obtient son diplôme en 1978. Il se retire des compétitions en 1981 et entraîne alors l'équipe de lutte de Iakoutie puis l'équipe espoirs de Russie. Il occupe également diverses fonctions au sein de la Fédération de lutte de Russie. En 2008, il est élu à la Douma de la République de Sakha. Il occupe un temps le poste de Premier vice-ministre de la jeunesse et des sports de la république de Iakoutie. 
Mort à Moscou en 2010, il est enterré à Iakoutsk en présence de son vieil ami et rival, médaille de bronze à Munich, l'Iranien Ebrahim Javadipour.
Un tournoi panrusse de lutte à l'intention des juniors est créé à Iakoutsk à son nom, en 2011. Deux ans plus tard, un tournoi international portant son nom est créé, toujours pour les juniors. 
Il est intronisé au Temple de la renommée de la Fédération internationale de lutte en 2018.